# Reynolds (Manitoba)
Reynolds es un municipio rural canadiense situado en la provincia de Manitoba.

## Superficie
Reynolds tiene una superficie de 3559,65 km².

## Demografía
En 2021, tenía 1344 habitantes, una densidad poblacional de 0,4 hab./km², y 910 viviendas.